# Birkenpech

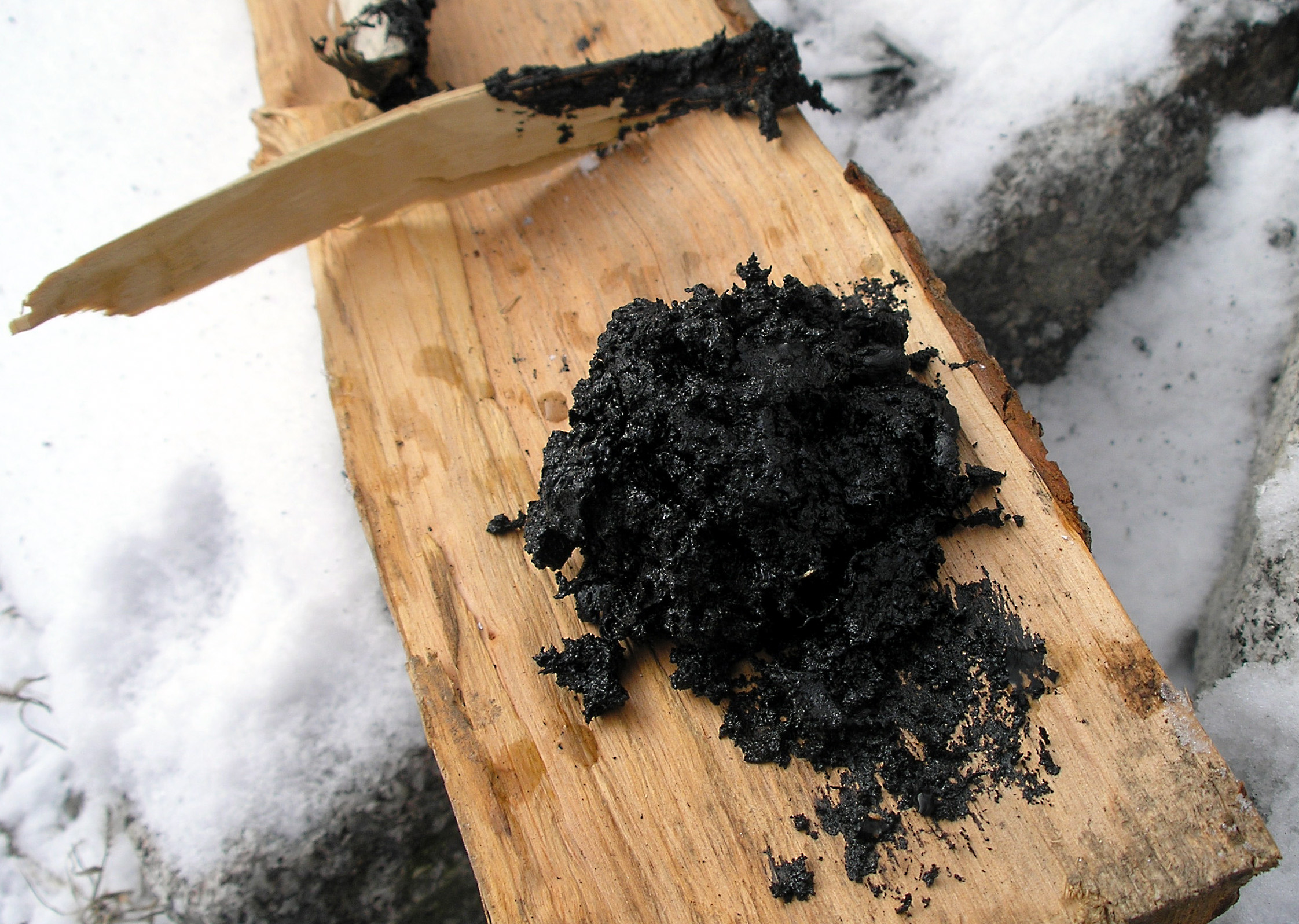
Im Eintopfverfahren hergestelltes Birkenpech, bestehend aus Teer und veraschter Rinde.

Birkenpech ist ein Pech, und damit ein schwarzer, teerartiger Rückstand einer Destillation, der aus der Birkenrinde gewonnen und seit der Urgeschichte als vielseitiger Klebstoff (besonders bei der Schäftung) verwendet wurde. Eine Vorstufe bei der Destillation von Birkenpech ist Birkenteer.
Auch zum Abdichten von Kanus und Schiffen wurde es genutzt.

## Archäologische Belege aus der Steinzeit

Eine von Ötzis Pfeilspitzen, die mit Birkenpech am Schaft befestigt wurde.

Bereits in den 1960er Jahren wurden bei Ausgrabungen am Fundplatz Königsaue bei Aschersleben/Sachsen-Anhalt zwei in die mittlere Altsteinzeit datierende Pechstücke entdeckt. Das geologische Alter der Fundschichten wurde mit mindestens 80.000 Jahren angegeben. Zwei Beschleunigerdaten aus Oxford für das Pech lieferten stattdessen Werte von 43.800 ± 2.100 BP und 48.400 ± 3.700 BP.
Auf insgesamt 83 Feuersteingeräten eines mittelpaläolithischen Fundplatzes bei Inden/Altdorf im Rheinischen Braunkohlengebiet, der in die Eem-Warmzeit vor etwa 120.000 Jahren datiert, wurden organische Residuen identifiziert. Mittels einer Kombination von optischer Mikroskopie, Rasterelektronenmikroskopie (REM) sowie energiedispersiver Röntgenspektroskopie (EDX) erfolgte die Bestimmung der Residuen als Birkenpech, deren im REM erkennbare Strukturen der Proben sowie der EDX-Spektren sich sehr gut mit Resten auf mittelsteinzeitlichen und jungsteinzeitlichen Artefakten und experimentell erzeugten Birkenpechen vergleichen ließen. Mit derselben Methode wurden ca. 30.000 Jahre alte Stichel aus der Aurignacien-Fundstelle Les Vachons in Frankreich als mit Birkenpech geschäftete Projektilspitzen identifiziert.
Der mit Abstand älteste Beleg für Birkenpechherstellung und -verwendung stammt aus Campitello in Italien (oberes Arnotal). Es handelt sich um zwei Steinartefakte mit anhaftendem Birkenpech, die vor das MIS 6 (Marine Isotope Stage) und damit auf über 200.000 Jahre vor heute datiert wurden.
Birkenpech wurde an zahlreichen Lager- und Siedlungsplätzen der Mittelsteinzeit (etwa 9600 bis 5500/4500 v. Chr.) und Jungsteinzeit (etwa 5500 bis 2200 v. Chr.) gefunden. Hier kann beim Auffinden von Schäftungsresten in der Größenordnung einiger Milligramm eine Analyse mittels Gaschromatographie erfolgen, wobei der Betulin-Nachweis die eindeutige Materialzuordnung als Birkenpech erlaubt. Birkenpech kann als der erste systematisch hergestellte Kunststoff der Menschheit bezeichnet werden.
Der kupfersteinzeitliche Mann vom Tisenjoch, auch Ötzi genannt, der zwischen 3359 und 3105 v. Chr. starb und in der Neuzeit als Gletschermumie aufgefunden wurde, befestigte die Spitzen aus Feuerstein auf den Pfeilschäften aus den Ästen des Wolligen Schneeballs mittels Pflanzenfasern und Birkenpech.
In anderen Regionen, in denen keine Birken vorkommen, benutzten die Menschen andere Pflanzen mit ähnlichen Eigenschaften zur Herstellung von Pech. Álvar Núñez Cabeza de Vaca beschreibt in seinem Buch Die Schiffbrüche des Álvar Núñez Cabeza de Vaca, dass Mitglieder seiner Expedition in der Lage waren, aus den Bäumen der Subtropen Pech herzustellen. Damit haben sie die selbst gebauten Boote abgedichtet, mit denen sie 1528 von Florida an der Küste entlang bis nach Texas gesegelt sind.

## Einfache Herstellung von Birkenpech – Entstehungsgeschichte der Technik
Versuche haben gezeigt, dass innerhalb einer Feuerstelle ohne die Hilfe eines keramischen Gefäßes kleinere Mengen an brauchbarem Birkenpech entstehen können. Auch akeramische steinzeitliche Kulturen konnten so ausreichende Mengen von Birkenpech herstellen.
Wie Forscher der Universität Leiden erklären, standen bereits den Neandertalern verschiedene Möglichkeiten zur Verfügung, um Birkenpech herzustellen. Zudem stellten sie fest, dass der Temperaturbereich, in dem Birkenpech hergestellt werden kann, zwischen 200 und 500 °C liegt und damit ohne gezielte Temperaturkontrolle durch steinzeitliche Feuerstellen erreicht werden konnte. Neuere Untersuchungen aus dem Jahre 2019 kamen hingegen zu dem Schluss, dass brauchbare Mengen an Birkenpech schon durch das Verbrennen von Birkenrinde nahe Stein- oder Knochenoberflächen hergestellt werden können (Kondensationsmethode). Diese sehr einfache Technik kann demnach (z. Zt.) als Ursprung der Birkenpechfunde aus dieser Zeit nicht ausgeschlossen werden und ist daher vermutlich die Technik, die zur Entdeckung von Birkenpech geführt hat – weil die Entstehung rein zufällig geschehen kann. Gegen Ende ihrer Präsenz in Europa nutzten Neandertaler allerdings eine aufwendigere Technik, um Birkenpech herzustellen. Die Herstellungstechnik, die für zwei Birkenpechstücke aus Königsaue verwendet wurde, basierte auf einer Untergrund-Ofenstruktur, die es erlaubte, die Sauerstoffzufuhr zu regulieren.

## Spätere Herstellungsmethoden von Birkenpech

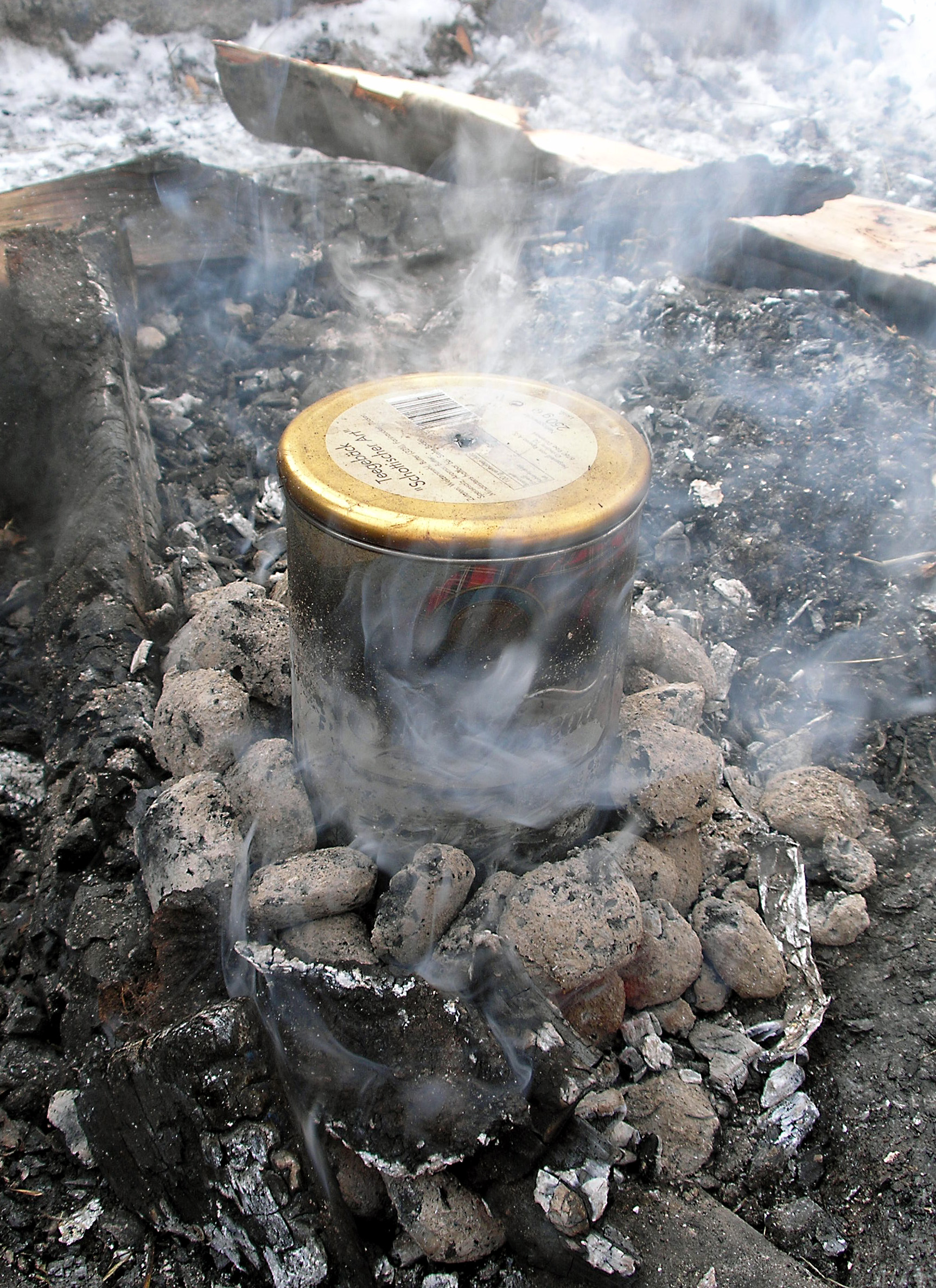
Moderne Versuchsanordnung zur Birkenpechherstellung im Eintopfverfahren.

Chemische Untersuchungen und Experimente haben gezeigt, dass Birkenpech im Mittelalter durch einen Verschwelungsprozess, genauer durch eine sogenannte Pyrolyse, hergestellt wurde.
Bei den Experimenten unter Laborbedingungen wurde der Rohstoff Birkenrinde in einem luftdicht abgeschlossenen Behälter (Glasretorte) auf eine relativ konstante Temperatur zwischen 340 und 400 °C erhitzt. Dabei verschwelt die Birkenrinde, im luftdichten Behälter, nahezu vollständig zuerst zu Birkenteer und einige Stunden später schließlich, im geöffenen Behälter, zu Birkenpech.

## Verwendung
Birkenpech beziehungsweise Birkenteer war in der Steinzeit ein gebräuchlicher Allzweckklebstoff. Er wurde vor allem zur Schäftung von Werkzeugen und Waffen verwendet und hat sich in Form von schwarzen Spuren an Geräten wie zum Beispiel Pfeilspitzen, Pfeilschäften, Messern und weiteren Werkzeugen erhalten. Hierzu wurde das Pech durch Wärme erweicht und so verarbeitbar gemacht. Außerdem wurde damit zerbrochene Keramik geflickt und wahrscheinlich auch Behältnisse aus organischen Materialien (Holz, Rinde oder ähnlichem) abgedichtet. Schließlich zeigen Zahnabdrücke auf Birkenteerklumpen, dass Birkenpech gekaut wurde. Belege gibt es zum Beispiel vom mesolithischen Fundplatz Star Carr oder vom Bandkeramischen Brunnen Altscherbitz. Ob dies zur Zahnpflege oder als Genussmittel Kaugummi geschah, ist unbekannt. Eine alternative Erklärung könnte sein, dass Birkenpech auf diese Weise vor der endgültigen Verarbeitung weich gemacht wurde. Jedoch kann dies bereits durch Erwärmen erzielt werden.